# Georg Wilhelm Richmann

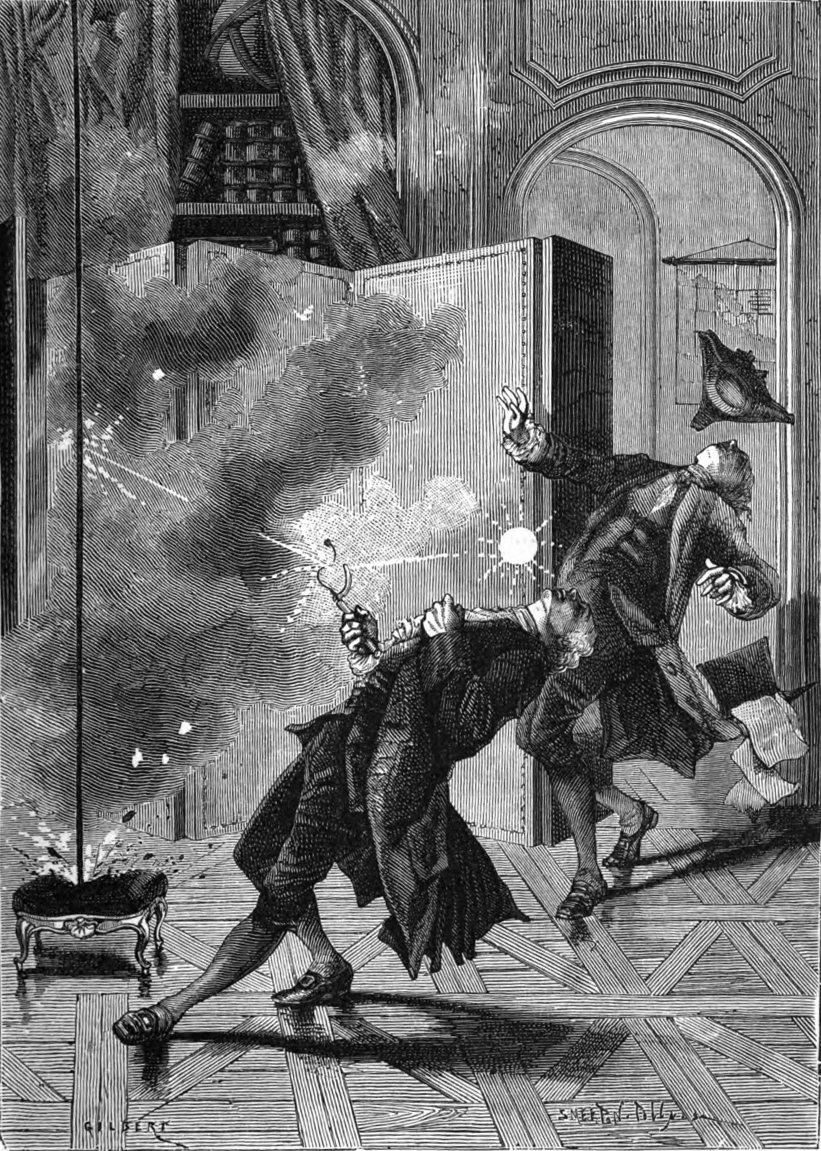
Śmierć Richmanna

Georg Wilhelm Richmann (ros. Георг Вильгельм Рихман; ur. 22 lipca (wg starego stylu 11 lipca) 1711 w Pernau (dziś Estonia), zm. 6 sierpnia (wg starego stylu 26 lipca) 1753 w Sankt Petersburgu) – wywodzący się z Niemców bałtyckich uczony fizyk i eksperymentator, działający w Imperium Rosyjskim. Udowodnił, że chmury burzowe zawierają ładunki elektryczne, a pioruny są formą rozładowania tych ładunków.

## Życiorys
Urodził się w domu usytuowanym przy ulicy Kuninga (Króla) w Pernau, w ówczesnych szwedzkich Inflantach, które w 1721, w wyniku III wojny północnej stały się częścią Imperium Rosyjskiego. Był pogrobowcem: jego ojciec zmarł w wyniku zarazy pod koniec 1710 roku, zanim Georg się urodził, a jego matka ponownie wyszła za mąż. We wczesnych latach uczył się w Revalu; później studiował matematykę i nauki przyrodnicze w Niemczech, na uniwersytetach w Halle i Jenie. Po przyjeździe do Sankt Petersburga został wychowawcą i nauczycielem dzieci wpływowego polityka na dworze carskim, barona Andrieja Ostermanna.
Już w 1735 został adiunktem w Akademii Nauk i Sztuk Pięknych w Sankt Petersburgu, w 1741 r. profesorem nadzwyczajnym fizyki tamże, a w 1747 został przyjęty w poczet zwykłych członków Akademii. Prowadził pionierskie prace nad elektrycznością, szczególnie nad elektrycznością atmosferyczną. Zajmował się również kalorymetrią, współpracując w tym zakresie z Michaiłem Łomonosowem. Przetłumaczył również (na niemiecki z francuskiego) utwór An Essay on Man czołowego poety angielskiego oświecenia – Alexandra Pope’a.
Richmann zginął tragicznie w 1753 podczas swoich badań. Został porażony prądem w Sankt Petersburgu podczas „próby oszacowania reakcji izolowanego pręta na pobliską burzę”. Jak podają historycy, Richmann uczestniczył w posiedzeniu Akademii Nauk, kiedy usłyszał grzmot nadchodzącej burzy. Profesor pobiegł wraz z towarzyszącym mu miedziorytnikiem, Sokołowem, do domu, aby spróbować przeprowadzić swoje doświadczenie. Podczas eksperymentu pojawił się oczekiwany piorun, który błyskawicznie spłynął po pręcie i jako świetlista kula uderzył stojącego tuż obok Richmanna w głowę, pozostawiając go martwym z czerwoną plamą na czole, rozrzuconymi butami i częściami ubrania. Eksplozja, która zabrzmiała „jak małe działo”, odrzuciła na bok Sokołowa, rozbiła ościeżnicę w pokoju i oderwała drzwi od zawiasów.
Nie ma wątpliwości, że śmiertelny wypadek badacza był wynikiem bardzo słabej wówczas wiedzy o naturze elektryczności, a zwłaszcza o zachowaniu się ładunków elektrycznych. Fizyk zrobił wszystko, by zgromadzić na izolowanym przewodniku znaczną ilość ładunków, lecz nie pomyślał o tym, jak tę energię rozładować. Richmann był najprawdopodobniej pierwszą osobą w historii, która zmarła na skutek porażenia podczas przeprowadzania eksperymentów elektrycznych.